# 阿萊婭·霍布斯
阿萊婭·霍布斯（英語：Aleia Hobbs，1996年2月24日—），美國田徑運動員，她代表美國隊參加了日本舉行的2020年夏季奧林匹克運動會，並且在女子4×100米接力比賽上獲得銀牌。